# Центральний Дарфур
Центральний Дарфур — один з 18 штатів Судану.
Адміністративний центр - місто Залінгей.
Межує з Північним Дарфуром на півночі, з Західним Дарфуром та Чадом на заході, з Південним Дарфуром на сході, а також з ЦАР на півдні. Центральний Дарфур - частина дарфурського конфлікту.
Провінція була створена в січні 2012 року шляхом виділення зі складу провінції Західний Дарфур округів Заллінгі, Джебель-Марра, Ваді-Саліх, Мукджар, а також зі складу провінції Південний Дарфур округів Кас, Едд-аль-Фурсан і Рехед-аль-Бірді.